# Séverine Caneele

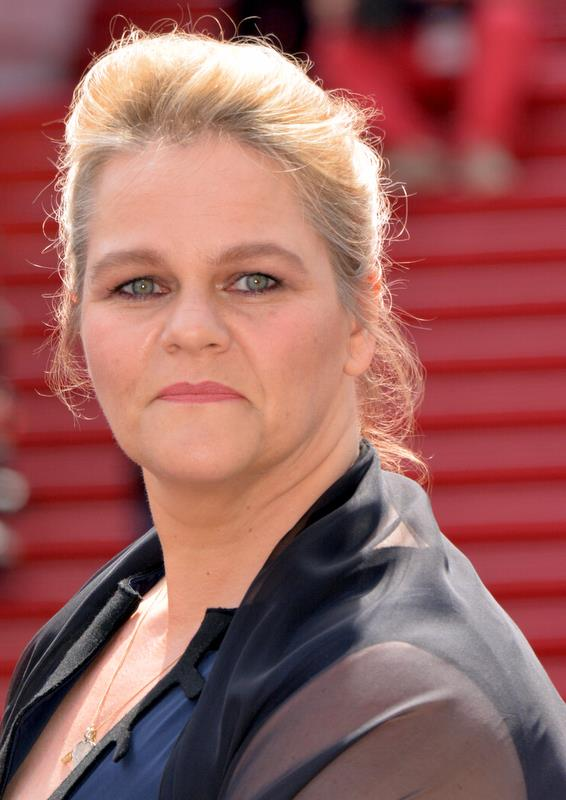
Séverine Caneele, 2017

Séverine Caneele (* 10. Mai 1974 in Neuve-Église, Belgien) ist eine französische Schauspielerin.

## Biografie

### Spielfilmdebüt und Triumph in Cannes
Séverine Caneele wuchs in Bailleul-Nord-Est, im Norden Frankreichs, mit neun Brüdern und Schwestern auf. Als Kind wollte sie ursprünglich den Beruf der Krankenschwester erlernen und später typische Männerberufe wie Elektroniker oder Maurer ausüben. Tatsächlich bestritt sie im Erwachsenenalter ihren Lebensunterhalt durch wechselnde Berufe, wie etwa als Kellnerin oder Putzfrau. 1998 war Caneele als Gabelstaplerfahrerin in einer Textilfabrik in Bailleul beschäftigt, als sie auf eine Anzeige des französischen Regisseurs Bruno Dumont antwortete, der nach Schauspielern suchte. Dumont bereitete zu dieser Zeit seinen zweiten Spielfilm L’Humanité vor, nachdem er bereits für sein preisgekröntes Erstlingswerk La vie de Jésus, eine Sozialstudie über eine Gruppe von arbeitslosen Jugendlichen in einer nordfranzösischen Provinzstadt, das Lob der Kritiker erhalten hatte. Wie sein Debütfilm spielt L’Humanité in Bailleul und wurde ausnahmslos mit Laiendarstellern besetzt. Der Film erzählt die Geschichte des Kriminalkommissars De Winter (gespielt von Emmanuel Schotté), eines Einzelgängers, der an das Gute im Menschen glaubt. Nach dem Unfalltod seiner Familie lebt er bei seiner Mutter in Flandern und sein Weltbild beginnt durch den brutalen Mord an einem elfjährigen Mädchen ins Wanken zu geraten. Gleichzeitig ist De Winter unglücklich in seine Nachbarin Domino, eine Fabrikarbeiterin, verliebt, die jedoch den Sex mit ihrem Freund ihm vorzieht.
Der Film, der wie alle Arbeiten Dumonts Sex und Gewalt mit der existenziellen Sprachlosigkeit menschlicher Beziehungen kombiniert, feierte im Mai 1999 seine Premiere bei den Filmfestspielen von Cannes 1999. L’Humanité erhielt gemischte Kritiken, überraschte jedoch bei der abschließenden Preisverleihung. Zwar musste sich Dumonts Film im Wettbewerb um die Goldene Palme dem Drama Rosetta des belgischen Regisseurduos Jean-Pierre und Luc Dardenne geschlagen geben, wurde aber mit der zweitwichtigsten Auszeichnung, dem Großen Preis der Jury und dem Darstellerpreis für Emmanuel Schotté prämiert. Séverine Caneele erhielt für den Part der Domino gemeinsam mit der jungen Belgierin Émilie Dequenne (Rosetta), ebenfalls einer Laiendarstellerin, den Preis als Beste Schauspielerin des Filmfestivals von ihrem Idol Johnny Hallyday  überreicht.
Die Entscheidung von Jurypräsident David Cronenberg, Hauptpreise an kleinere Filmproduktionen und namenlose Schauspieler zu verleihen, kam seinerzeit einem Skandal gleich und wurde bei der Preisverleihung mit Pfiffen aus dem Publikum kommentiert. Caneele und Dequenne hatten sich unter anderem gegen so renommierte Kolleginnen wie Sissy Spacek (Eine wahre Geschichte – The Straight Story) oder Catherine Deneuve (Pola X und Die wiedergefundene Zeit) durchgesetzt. In Deutschland startete der Film fast ein Jahr später in den Kinos, wo Caneeles schauspielerische Leistung ebenfalls in den Fokus der Kritiker rückte. Der Französin gelinge es, der Fließbandarbeiterin Domino eine spröde Schönheit und Lebendigkeit zu verleihen, die die Stilisierung des Films überwindet, so die tageszeitung in ihrer Filmkritik.

### Fortsetzung der Filmkarriere
Nach dem Triumph in Cannes war Séverine Caneele ein gern gesehener Gast in Fernsehsendungen wie Des mots de minuit, Tout le monde en parle (beide bei France 2) oder Un jour en France (France 3) und reiste um die Welt, um Dumonts Film vorzustellen. Sie lehnte jedoch das Angebot ab, eine Nebenrolle in einem Projekt von Dominique Cabrera zu spielen und, im Gegensatz zu Émilie Dequenne, Schauspielunterricht zu nehmen. Während sich der Autor Michel Laforet Caneeles Lebensgeschichte annahm und im Jahr 2000 unter dem Titel Aux marches du palais (dt.: An den Stufen des Palais) veröffentlichte, kehrte sie an ihren alten Arbeitsplatz nach Nord zurück, wo sie kurze Zeit später entlassen wurde. Caneele heiratete daraufhin ihren Lebensgefährten Josian, einen Dachdecker, und im Sommer 2000 wurde der gemeinsame Sohn Romain geboren.
Caneele arbeitete als Sortiererin und Gabelstaplerfahrerin in einer Nahrungsmittelfabrik im belgischen Staden, als sie 2002 auf Drängen der Dokumentarfilmerin Bénédicte Liénard (einer ehemaligen Assistentin von Raymond Depardon und Luc und Jean-Pierre Dardenne) und mit den Ermutigungen ihres Ehemannes die Hauptrolle in Ein Teil des Himmels übernahm. Liénards Drama berichtet von der Fabrikarbeiterin Joanna, die nach einem Wutausbruch ihre Arbeit in einem Backwarenwerk verliert und in Untersuchungshaft gerät. Als sie im Gefängnis einer eintönigen Fließbandarbeit nachgehen muss, beginnt sie, gegen die dort herrschende Ausbeutung und Unterdrückung zu kämpfen. Mit Ein Teil des Himmels konnte Caneele an den Erfolg ihres Spielfilmdebüts anknüpfen. Die Le Monde lobte sie für ihre physische Leinwandpräsenz und der Part der Joanna brachte ihr den Darstellerpreis auf dem argentinischen Independent-Film-Festival von Buenos Aires ein. Caneele lehnte es jedoch weiterhin ab, Schauspielunterricht zu nehmen. 2004 absolvierte sie mit Nebenrollen in Yolande Moreaus und Gilles Portes preisgekrönter Liebesdrama Wenn die Flut kommt und Bertrand Taverniers Drama Holy Lola weitere Filmauftritte. Danach erschien Caneele erst wieder 2017 unter der Regie Jacques Doillons in der Künstlerbiografie Auguste Rodin an der Seite von Vincent Lindon als Rose Beuret, der Ehefrau Auguste Rodins.

## Filmografie
- 1999: L’Humanité
- 2002: Ein Teil des Himmels (Une part du ciel)
- 2004: Wenn die Flut kommt (Quand la mer monte …)
- 2004: Holy Lola
- 2017: Auguste Rodin (Rodin)

## Auszeichnungen
- Internationale Filmfestspiele von Cannes 1999: Beste Darstellerin für L’Humanité
- Buenos Aires Festival Internacional de Cine Independiente 2003: Beste Darstellerin für Ein Teil des Himmels